# Staveley-in-Cartmel
Staveley-in-Cartmel è un villaggio e parrocchia civile dell'Inghilterra, appartenente alla contea della Cumbria.